# Mălai (gmina)
Mălai (khm. ឃុំម៉ាឡៃ) – gmina (khum) w północno-zachodniej Kambodży, w południowo-zachodniej części prowincji Bântéay Méanchey, w dystrykcie Mălai. Stanowi jedną z 6 gmin dystryktu.

## Miejscowości
Na obszarze gminy położonych jest 8 miejscowości:
- Veal Hat
- Doung
- Kandal
- Kbal Spean
- Trasek Chrum
- Dom Bouk Vil
- Vat Chas
- Thmei